# Христо Попмарков
Христо Попмарков (изписване до 1945 година: Христо попъ Марковъ) е български учител, родом от Копривщица, първият гражданин на града, избран за кмет непосредствено след Освобождението на 29 декември 1877 година, с мандат 14 януари 1878 – 1879 г. Избран е на общо събрание на гражданите, свикано от руското командване, провело се в сградата на Класното училище „Св. св. Кирил и Методий“. Живее в Марковата къща, преди да отиде да учителства в Мустафа паша като главен даскал.

## Биография
Христо Попмарков е ученик и последовател на Найден Геров и Йоаким Груев от училището „Св. Св. Кирил и Методий“ в град Пловдив. Още с идването си през 1847 г. в българската община в Мустафа паша той реформира училището по образец на пловдивското, като постепенно го превръща в класно и познато като „Червеното училище“. Реформите са извършени и приложени по време на престоя му до 1856 г. в града, като той въвежда изучаването на много нови учебни дисциплини в училището: българска граматика и история, обща история, богословие, землеописание, алгебра, физика, геометрия, анатомия, физиология, турски и френски език. Годишните изпити са публични и се провеждат пред присъстващи родители и гости на училището.
Под влияние на гръцкия владика в Свиленград било учредено и гръцко училище. То се помещавало в същата сграда на „Червеното училище“. Учителят Ал. Пападопулос правел всичко по силите си, за да превърне средищното училище в гръцко, но се натъкнал на съпротивата на Христо Попмарков, на общинарите и местните жители.
На 1 март 1870 г. Христо Попмарков участва в основаването на народно читалище „Звезда“, на 5 юли 1870 г., също поместено в сградата на училището. В Свиленград е открито и първото девическо училище в града. В широката културна и просветна дейност на учителя свой принос имат и колегите му Мария Григорова, Иван Вазов и Петър Станчов.
В бележка под линия редакторът на „Юбилеен сборник по миналото на Копривщица“ споделя, че Грую Генчов изказва предположение за псевдонима „Бачко“, редактор на копривщенския ръкописен вестник „Тръба“. В Копривщица по това време живеела някоя си баба Немирка, дошла в града от Букурещ. Нейният син прекарва известно време в града и има съмнение, че той е редактора на вестника. В същия коментар се упоменава, че близък до редакцията на вестника е и възрожденският учител Христо Попмарков, учителствал в селото до 1862 г.
В зимните дни в края на 1877 г. заловените турци са запряни в бившия конак. За осигуряването на бъднините на селището, след църковна служба руските освободители свикват гражданството на Копривщица за избиране на общинско управление. За първи кмет на града е избран уважаваният от всички възрожденски учител Христо Попмарков.

## Семейство и смърт
По време на съществуването на Домакинското училище в Копривщица, Христо Попмарков се жени за дъщерята на учителката Елисавета. След избирането за градски кмет скоро обаче той слага край на живота си. Съпругата му се преселва заедно с децата и майка си Елисавета в родния си град Пловдив.

## Издания
- Марков, Христо, П. Свещена история.   Пловдивъ, Русчукъ, Велесъ, Христо Г. Данов и Cie, 1873.

## Признание
В град Свиленград една улица и училището се наричат „Христо Попмарков“.